# FlashDevelop
FlashDevelop ist eine Integrierte Entwicklungsumgebung (IDE) für die Entwicklung von Flash-Anwendungen.
Es nutzt die freie Apache Flex SDK zur Erstellung von ActionScript 3 und MXML-Anwendungen, den freien MTASC-Compiler zur Erstellung von ActionScript 2 Anwendungen und das freie Haxe-Toolkit zum Generieren von ActionScript 3, PHP, Neko oder JavaScript Anwendungen. Die IDE bietet Code-Completion und Syntax-Highlighting für die Sprachen ActionScript (2 und 3), XML, MXML, HTML, PHP und CSS.
FlashDevelop ist eine Open-Source-Software unter MIT-Lizenz. Es kann über eine Plug-in-Architektur erweitert werden und ist als .Net-Framework-Anwendung nur für Microsoft Windows erhältlich.